# Caratê nos Jogos Pan-Americanos de 2019 - Até 60 kg masculino
A categoria até 60 kg masculino foi disputada nas competições do caratê nos Jogos Pan-Americanos de 2019, em Lima. Foi realizada no Polideportivo de Villa El Salvador no dia 11 de agosto.

## Calendário
Horário local (UTC-5).
| Data         | Horário | Fase          |
| ------------ | ------- | ------------- |
| 11 de agosto | 10:40   | Primeira fase |
| 11 de agosto | 14:00   | Semifinal     |
| 11 de agosto | 15:10   | Final         |

## Medalhistas
| Ouro   | CHI Joaquín Lavín                            |
| Prata  | BRA Douglas Brose                            |
| Bronze | VEN Jovanni Martínez URU Maximiliano Larrosa |

## Resultados

### Grupo 1
| Atleta           | Nação         | J | V | E | D | Pontos | Pontos | Pontos |
| Atleta           | Nação         | J | V | E | D | PF     | PC     | Dif    |
| ---------------- | ------------- | - | - | - | - | ------ | ------ | ------ |
| Jovanni Martínez | VEN Venezuela | 3 | 3 | 0 | 0 | 13     | 6      | +7     |
| Joaquín Lavín    | CHI Chile     | 3 | 2 | 0 | 1 | 16     | 10     | +6     |
| Enrique Estrada  | MEX México    | 3 | 1 | 0 | 2 | 13     | 8      | +5     |
| Amado Escalante  | PER Peru      | 3 | 0 | 0 | 3 | 2      | 20     | -18    |

|                        | Score |                        |
| ---------------------- | ----- | ---------------------- |
| Enrique Estrada (MEX)  | 5-5   | Joaquín Lavín (CHI)    |
| Amado Escalante (PER)  | 2–5   | Jovanni Martínez (VEN) |
| Enrique Estrada (MEX)  | 7-0   | Amado Escalante (PER)  |
| Jovanni Martínez (VEN) | 5-3   | Joaquín Lavín (CHI)    |
| Enrique Estrada (MEX)  | 1–3   | Jovanni Martínez (VEN) |
| Joaquín Lavín (CHI)    | 8-0   | Amado Escalante (PER)  |

### Grupo 2
| Atleta              | Nação         | J | V | E | D | Pontos | Pontos | Pontos |
| Atleta              | Nação         | J | V | E | D | PF     | PC     | Dif    |
| ------------------- | ------------- | - | - | - | - | ------ | ------ | ------ |
| Maximiliano Larrosa | URU Uruguai   | 3 | 2 | 1 | 0 | 10     | 4      | +6     |
| Douglas Brose       | BRA Brasil    | 3 | 1 | 2 | 0 | 2      | 1      | +1     |
| Agustín Farah       | ARG Argentina | 3 | 1 | 0 | 2 | 1      | 6      | -5     |
| Andrés Rendón       | COL Colômbia  | 3 | 0 | 1 | 2 | 3      | 5      | -2     |

|                           | Score |                     |
| ------------------------- | ----- | ------------------- |
| Maximiliano Larrosa (URU) | 5-0   | Agustín Farah (ARG) |
| Andrés Rendón (COL)       | 0-0   | Douglas Brose (BRA) |
| Maximiliano Larrosa (URU) | 4-3   | Andrés Rendón (COL) |
| Douglas Brose (BRA)       | 1-0   | Agustín Farah (ARG) |
| Maximiliano Larrosa (URU) | 1–1   | Douglas Brose (BRA) |
| Agustín Farah (ARG)       | 1-0   | Andrés Rendón (COL) |

### Finais
|  | Semifinais                | Semifinais          |   |  | Disputa do ouro     | Disputa do ouro |  |
|  |                           |                     |   |  |                     |                 |  |
|  |                           |                     |   |  |                     |                 |  |
|  | Jovanni Martínez (VEN)    | 4                   |   |  |                     |                 |  |
|  | Douglas Brose (BRA)       | 8                   |   |  |                     |                 |  |
|  |                           |                     |   |  |                     |                 |  |
|  |                           |                     |   |  |                     |                 |  |
|  |                           |                     |   |  | Douglas Brose (BRA) | 0               |  |
|  |                           | Joaquín Lavín (CHI) | 2 |  |                     |                 |  |
|  |                           |                     |   |  |                     |                 |  |
|  |                           |                     |   |  |                     |                 |  |
|  |                           |                     |   |  |                     |                 |  |
|  |                           |                     |   |  |                     |                 |  |
|  | Joaquín Lavín (CHI)       | 3                   |   |  |                     |                 |  |
|  | Maximiliano Larrosa (URU) | 0                   |   |  |                     |                 |  |